# Culture Manteña-Huancavilca

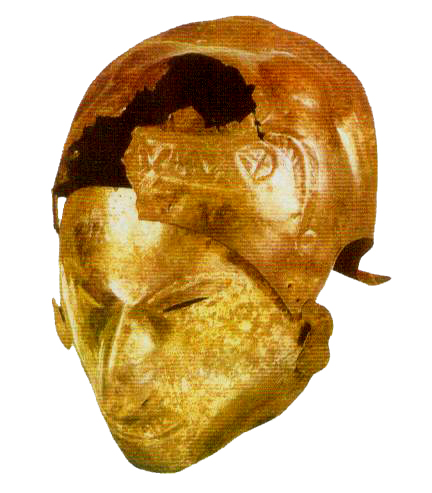
Une masque d'or, Manteña

La culture Manteña ou Manteña-Huancavilca est une civilisation précolombienne qui se développe du VIIe siècle au XVIe siècle  en Équateur, du centre au  sud de la province de Manabí jusqu’au  nord de Guayas.

## Une confédération de marchands

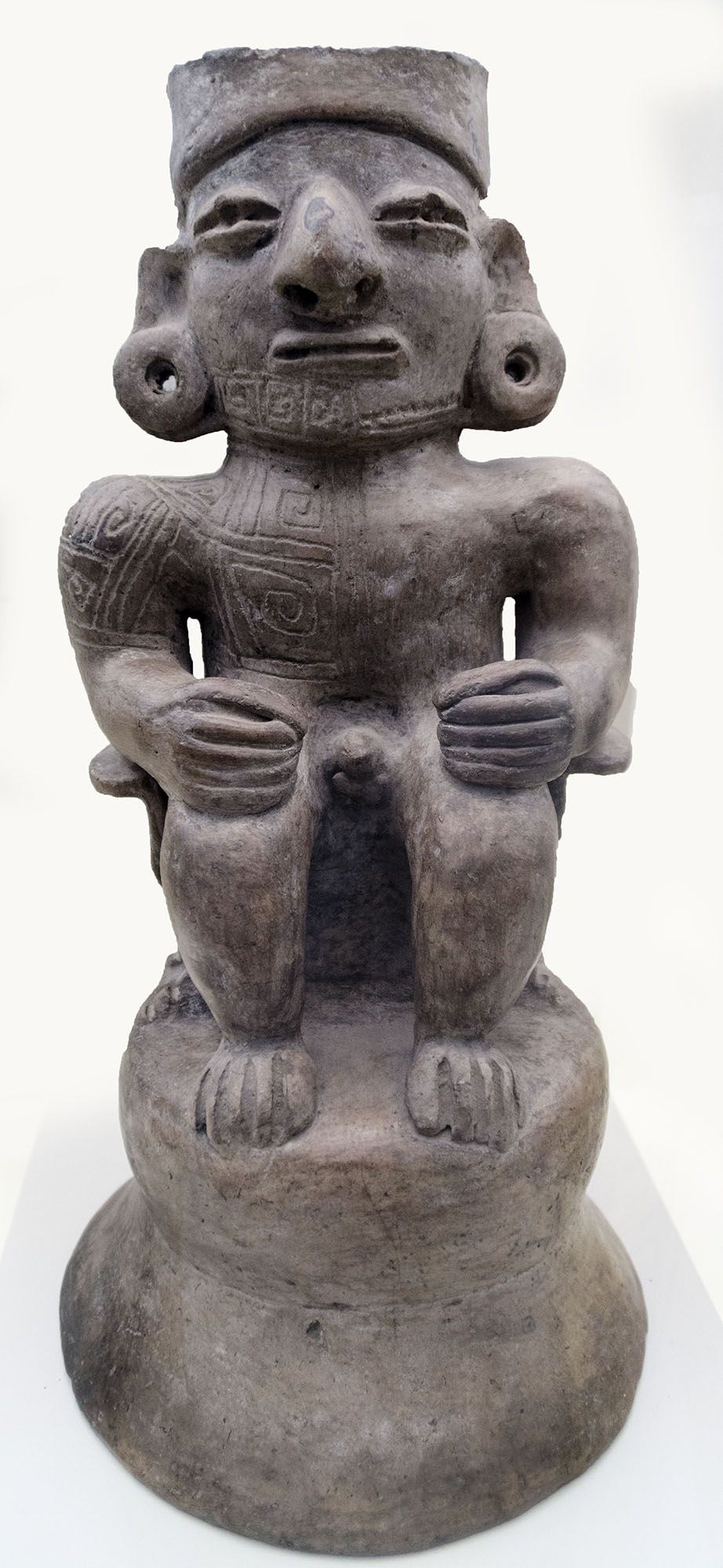
Céramique de la culture manteña

Il s’agit entre autres d’un peuple de marins marchands spécialisés dans le commerce de métaux précieux et de coquillages (notamment les spondyles, spondylus crassisquama), mais également dans la pêche et le  traitement de poissons. Leur commerce maritime avait un  rôle majeur dans le système politique régional à la périphérie de l'empire Inca. Les Manteños-Guancavilcas transportaient dans de grands radeaux des récipients de couleur noire, manufacturés  en pierre pour les céréales. Ils utilisaient des pierres sphériques lourdes pour leurs plongeurs qui pêchaient des coquillages collés aux roches (des spondyles) et il apparaît des traces  de commerce maritime entre  cet empire et d’autres contrées de la côte Pacifique sud-américaine (Pérou, et Amérique centrale, entre autres).

## Culte
On a retrouvé une quarantaine d’encensoirs décorés pratiquement tous avec une idole en forme de personnage trônant  avec l’une des céramiques  sur la tête, se tenant la main (mais on ignore la signification de ce personnage qui serait peut être un chef religieux); ainsi que des stèles sur lesquelles sont représentées des figures coiffées  de forme féminine  qui également se tiennent leur propre main (au niveau des doigts). On a pu retrouver également des représentations animales telles que des félins ou encore des chauves-souris « trônant » sur certaines figurines.

## Traces
Jamais conquise par les Incas, la culture de Manteña-Huancavilca disparaît rapidement à l’arrivée des Espagnols, notamment en raison des maladies occidentales, favorisées par la chaleur et l’humidité. Aujourd’hui ; la Communauté de Zacachum s'est déclarée héritière de l’empire  Manteña-Guancavilca  ce qui a permis  à ses sujets d’être légalement reconnus comme indigènes - propriétaires de territoires ancestraux  . Ceci, aujourd’hui, permet également de meilleures études archéologiques, anthropologiques pour  mettre en exergue  la présence d'éléments de différents  sites  plus observables aujourd’hui et donc, sur le plan géologique et de remarquer depuis peu la présence d’autres vestiges précolombiens dans la zone où s’est développé l’empire . Des vestiges des cultures Valdivia, Chorrera, Machalilla, Guangala et Manteña-Guancavilca avaient déjà été trouvés dans de telles  excavations  en 1956  . Aujourd’hui, on doit comparer aussi les fragments céramiques qui viennent de quatre différents  secteurs d'excavation  afin de bien distinguer entre les différentes cultures qui ont pu se succéder sur cette zone  . L’empire Manteña-Guancavilca  utilisait de la  céramique noire pour les récipients de commerce maritime. Les boucles d’oreilles apparaissent  essentiellement en métal et céramique. On a retrouvé également des petites colonnes et des masques funéraires en or et en argent
(exposés notamment au Museo Salinas Siglo XXI).